# Quípar
Der Quípar oder Río Quípar (vom arabischen Al Quipir abgeleitet) ist ein Fluss in der Region Murcia in Spanien. Er ist ein rechter Zufluss des Río Segura.

## Lage

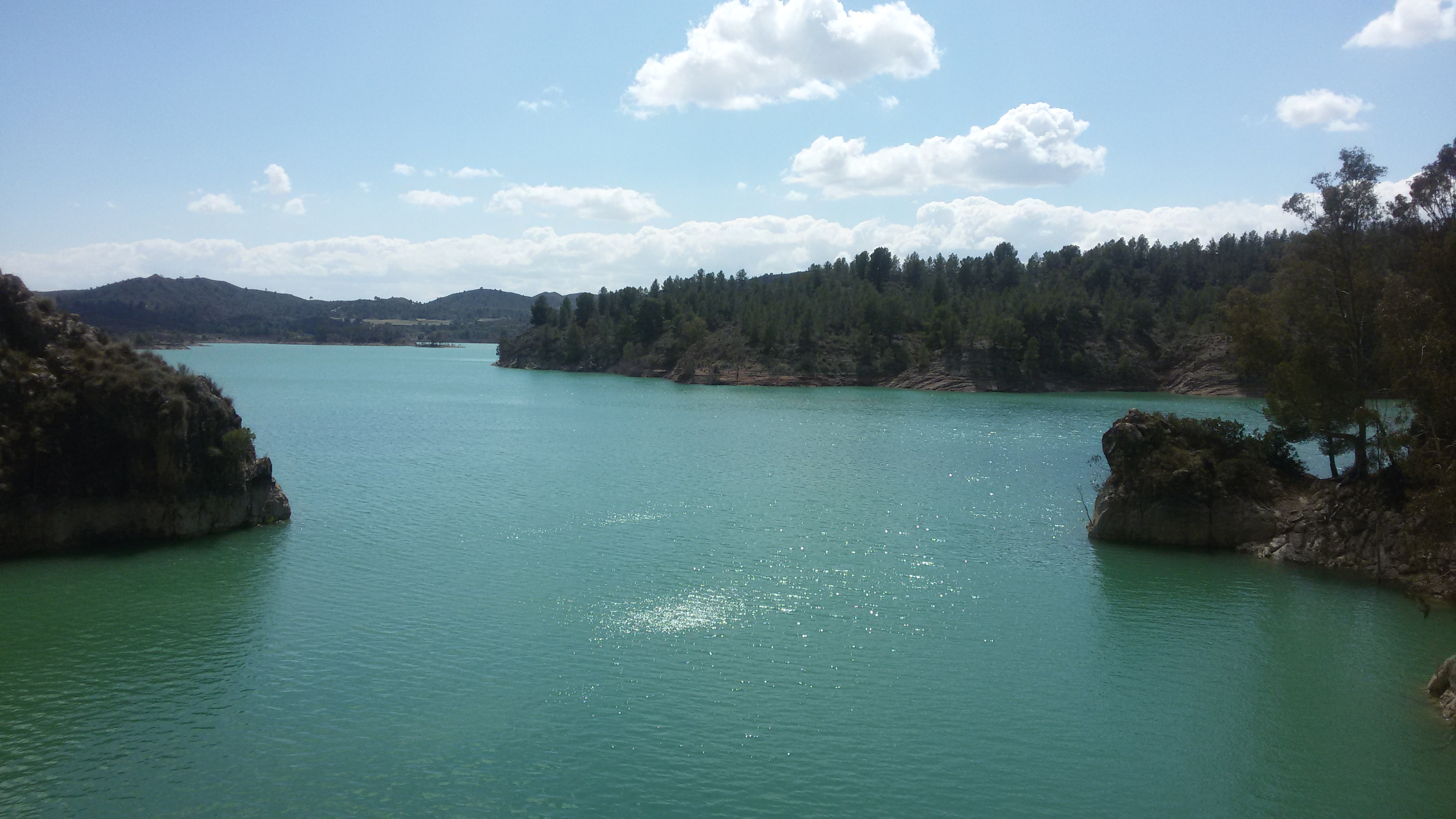
Der Stausee Embalse de Alfonso XIII

Der rund 70 km lange Fluss entspringt im Gebiet der Gemeinde Caravaca de la Cruz in der Provinz Murcia, wo sich mehrere Quellbäche, darunter die Rambla de Terragoya, vereinigen. Er fließt parallel zum nördlicher verlaufenden Río Argos an Cehegín vorbei und durchquert kurz vor seiner Mündung in den Río Segura den Stausee Embalse de Alfonso XIII. Die Einmündung erfolgt in dem kleinen Stausee Embalse de Almadenes östlich von Calasparra.